# Las Teutoburski
Las Teutoburski (niem. Teutoburger Wald) – wąskie pasmo wzgórz w Niemczech (kraje związkowe Dolna Saksonia i Nadrenia Północna-Westfalia) między rzekami Ems i Wezerą, o długości około 100 i szerokości około 10–15 kilometrów. Dolina, w której leży miasto Bielefeld, dzieli Las Teutoburski na dwie części: wschodnią i zachodnią.
Najwyższym szczytem jest Barnacken (446,4 m n.p.m.), na południe od Horn-Bad Meinberg we wschodniej części Lasu Teutoburskiego. Rzeka Ems bierze swoje źródła w najbardziej na południe wysuniętej części tego pasma. Góry te porastają lasy bukowe. Główne miasta: Bielefeld, Osnabrück.
Teutoburski Las (łac. Teutoburgiensis Saltus) w historii powszechnej znany jest jako miejsce bitwy stoczonej w 9 roku naszej ery, w której legiony rzymskie pod wodzą Warusa uległy Germanom dowodzonym przez Arminiusa. W roku 718 Karol Młot rozgromił w Lesie Teutoburskim Sasów.